# Aloe chlortolirioides x arborescens
Aloe chlortolirioides x arborescens é uma espécie de liliopsida do gênero Aloe, pertencente à família Asphodelaceae.